# Luka Krmpotska
Luka Krmpotska je naselje u Hrvatskoj u sastavu Grada Novog Vinodolskog. Nalazi se u Primorsko-goranskoj županiji.

## Zemljopis
Jugozapadno su Podmelnik, Drinak i Jakov Polje, sjeverozapadno je Crno, jugoistočno je Zabukovac, južno-jugoistočno su Javorje i Ruševo Krmpotsko.

## Stanovništvo
| broj stanovnika |       |       | 138   | 160   | 139   | 161   | 127   | 136   | 97    | 98    | 76    | 40    | 12    |       | 2     | 2     |       |
|                 | 1857. | 1869. | 1880. | 1890. | 1900. | 1910. | 1921. | 1931. | 1948. | 1953. | 1961. | 1971. | 1981. | 1991. | 2001. | 2011. | 2021. |

## Poznate osobe
- Dragutin Pavličević, hrvatski povjesničar